# Triumph Daytona 955i
La Triumph Daytona 955i o Triumph T595 Daytona es una motocicleta de tipo deportivo de velocidad fabricada por Triumph de 1997 a 2006. Tenía un motor de 955cc, enfriado por líquido, de 3 cilindros en línea de cuatro tiempos. La moto fue lanzada en 1997 como la Triumph T595 Daytona y renombrada Triumph Daytona 955i en 1999.

## Historia

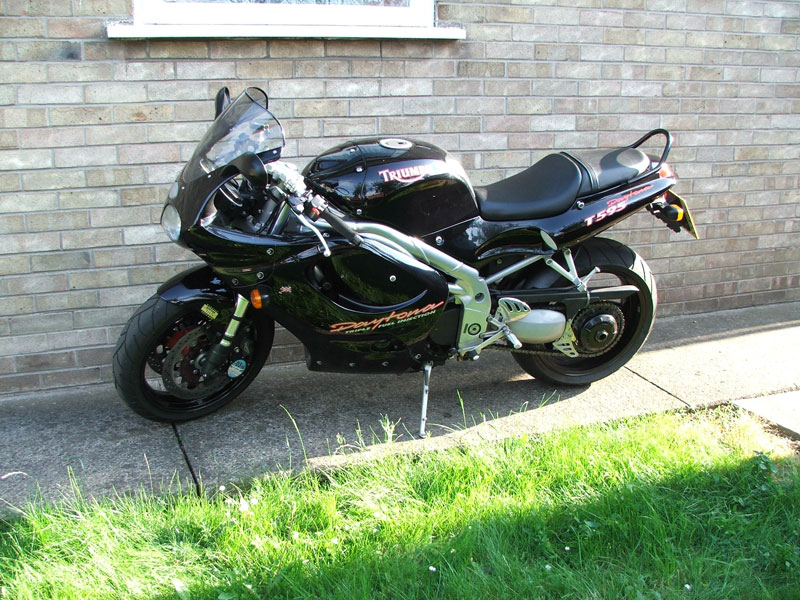
Triumph T595 Daytona

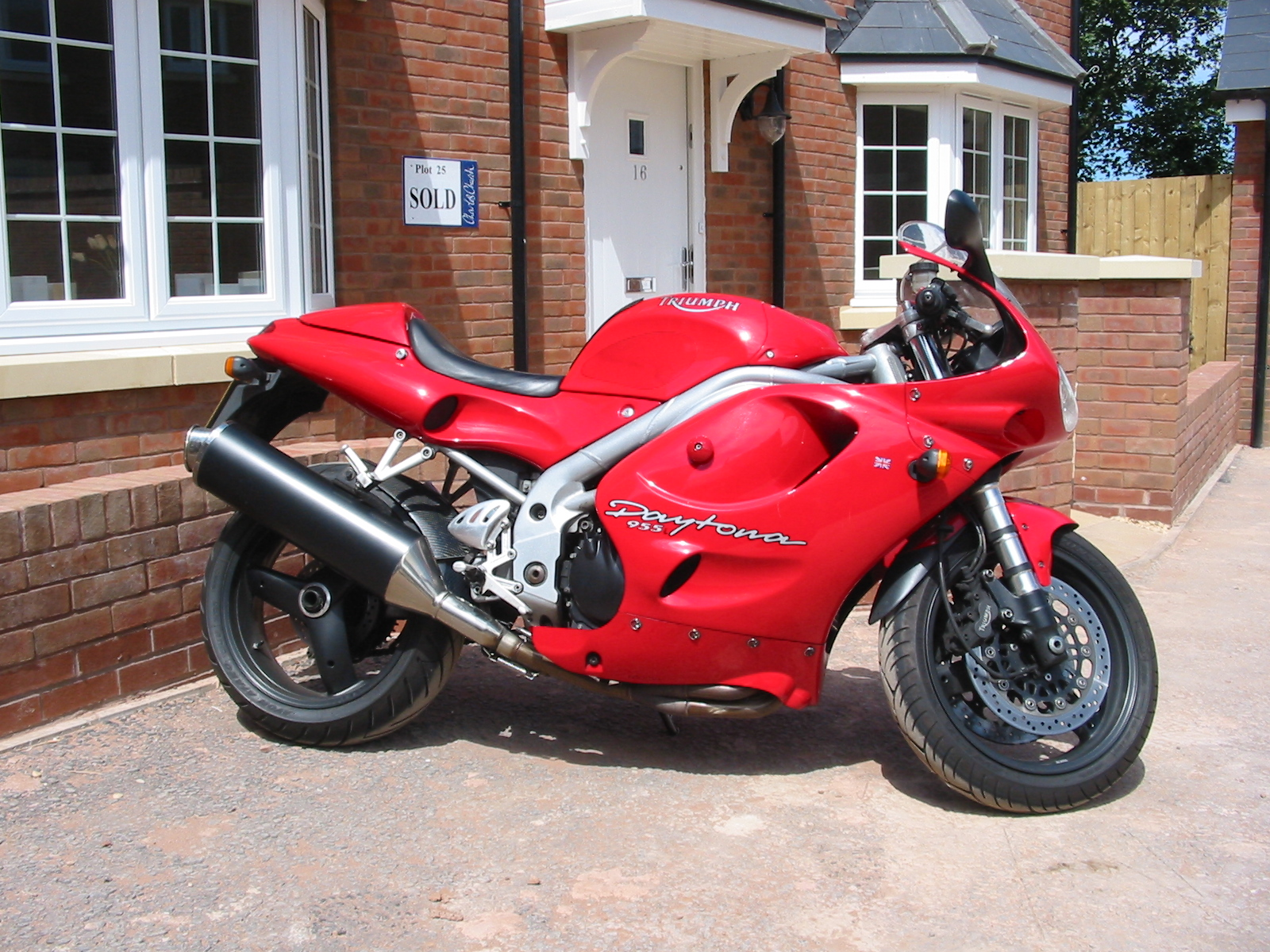
1999 Daytona 955i

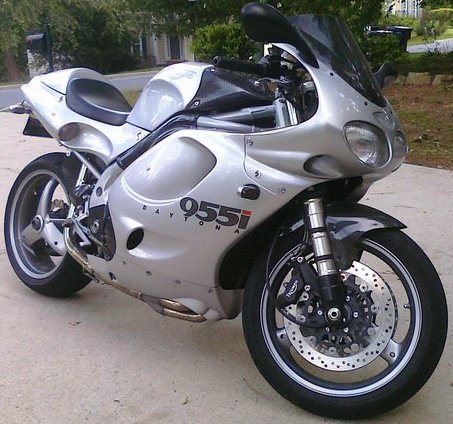
2000 Daytona 955

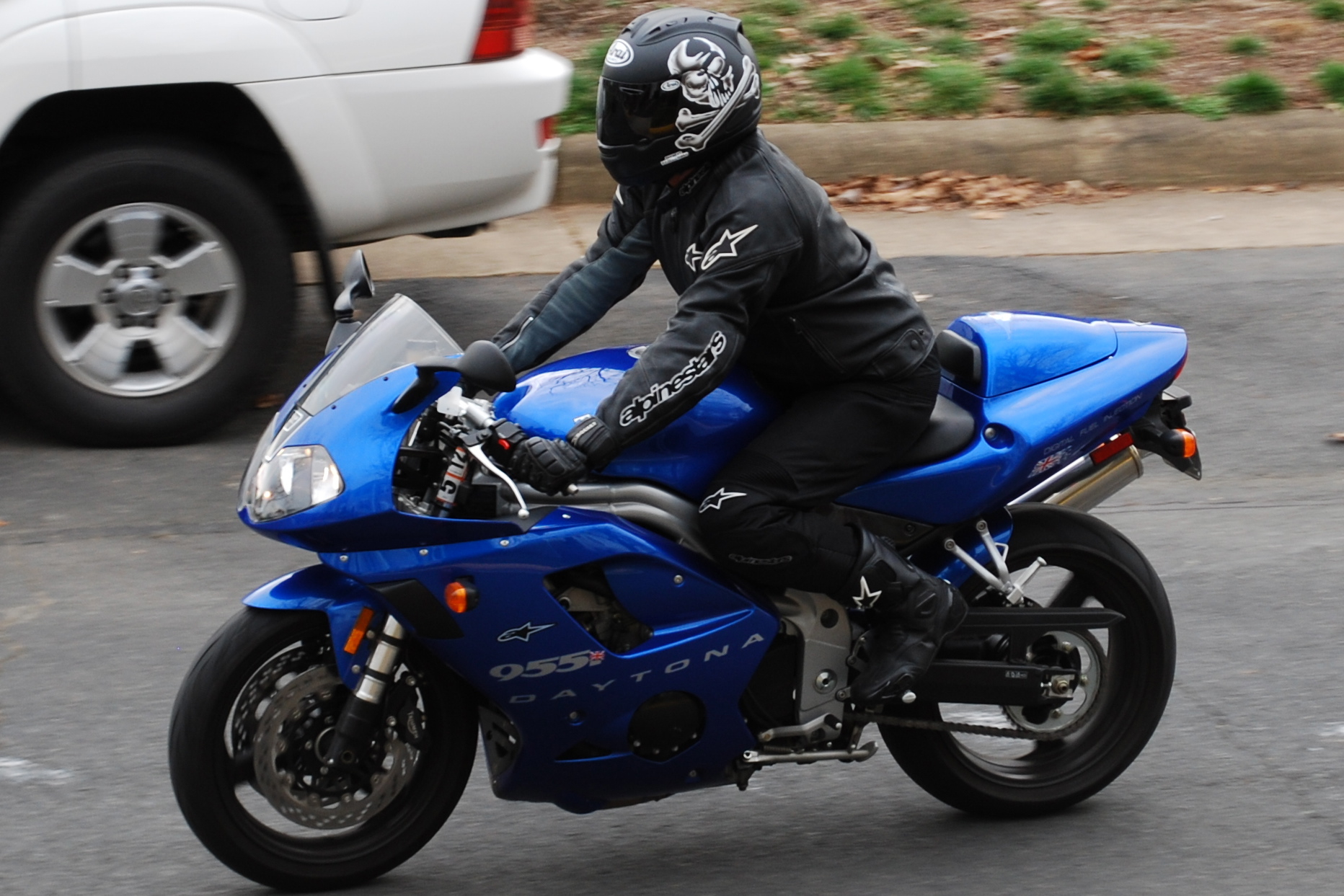
2002 Daytona 955i Caspian Blue

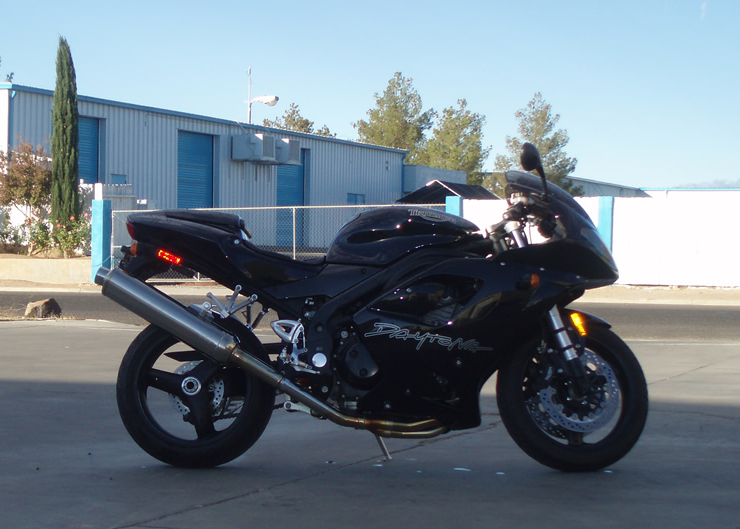
2005 Daytona 955i

La Triumph Daytona T595 fue introducida en 1997 como un intento de Triumph para entrar al mercado de las motocicletas deportivas. A pesar del nombre T595, la motocicleta tenía un motor con 955 cc de desplazamiento, 3 cilindros en línea, diseñado en parte por Lotus. Junto con las otras motocicletas de 3 cilindros de Triumph, la Daytona ayudó a establecer la nueva gerencia del fabricante y sus distintivas motos de 3 cilindros.
El nombre del modelo T595 concatenaba Triumph 5 "T5" como la nueva serie de motores de Triumph y los primeros 2 dígitos del desplazamiento de 955cc "95" dando como resultado "T595". En 1999 le cambiaron el nombre a 955i porque el nombre anterior se prestaba a confusiones, dando la impresión que la motocicleta era un modelo con un motor de 595 cc.
Grandes cambios fueron hechos al modelo de 2002, con un nuevo estilo hecho por el diseñador Gareth Davies, un nuevo diseño de motor que elevaba la potencia a 149 CV, nuevo cigüeñal y bielas de acero forjado, y pistones forjados de aluminio. Enfocado en la reducción de peso y un mejor manejo, la 955i del 2002 usó el más común brazo columpio de doble lado (DSSA por sus siglas en inglés) para la suspensión trasera en oposición al brazo de un solo lado (SSSA por sus siglas en inglés) usado en las Daytonas anteriores. La versión con DSSA pesa 7,5 lb (3,4 kilogramos) menos que la SSSA gracias al menor peso del brazo, y se argumenta que la DSSA se maneja mejor ya que el brazo tiene una menor flexión. La versión de mediados del 2002 (2002+ 955i) tenía un más pequeño y avanzado sistema controlador electrónico del motor Sagem MC1000 de 2 conectores en lugar del controlador original Sagem MC2000 controller de un solo conector.
En 2002, una producción limitada "Centennial Edition" (CE) Daytona 955i se ofreció a la venta. La 955i CE tenía varias adiciones interesantes y diferencias del modelo no CE del 2002 DSSA Daytona 955i:
- Un color opcional adicional: Verde Aston (el de carreras), que se ofreció solo para el modelo 2002 955i Centennial Edition.
- Varios paneles de fibra se carbono.
- SSSA (como en los modelos anteriores).

En 2002 una Special Edition (SE) de producción limitada de la Daytona 955i se ofreció para la venta. La 955i SE era un modelo similar a la CE, excepto que era de color rojo y se le borraron los logos del centenario. 
En 2004, se le hicieron unos pequeños cambios que incluyeron borrarle los logos de Union Jack.
En 2005 se le hizo un cambio completo al cuerpo para incluir un faro delantero dividido horizontalmente, carenado más alargado, y una joroba trasera más pequeña. El bastidor estaba pintado de negro en lugar del plateado de todos los modelos anteriores. El sistema de inyección de combustible cambió también.
La Daytona 955i posterior al 2002, nunca ganó la popularidad de los modelos T595 ni las 955i anteriores al 2002. Solo fue popular en el mercado de Super Sports cuando se lanzó en 1997. Posteriormente se consideraba como una motocicleta deportiva de turismo, en lugar de una motocicleta deportiva, para cuando fue descontinuada en el 2006.

## Especificaciones
|                                     | 1999–2001 | 2002–2006 |                    |
| Motor                               | Motor | Motor |                    |
| ----------------------------------- | --- | --- | ------------------ |
| Type                                | Enfriada a Líquido, 3 cilindros en línea                                                                            | Enfriada a Líquido, 3 cilindros en línea                                                                            |                    |
| Capacidad                           | 955 cc | 955 cc |                    |
| Diámetro/Recorrido                  | 79.0x65.0 mm | 79.0x65.0 mm |                    |
| Compresión                          | 11.2:1 | 12.0:1 |                    |
| Sistema de combustible              | Multipunto secuencial Inyección electrónica de combustible. DOHC                                                    | Multipunto secuencial Inyección electrónica de combustible. DOHC                                                    |                    |
| Ignición                            | CDI controlado por un sistema electrónico                                                                           | CDI controlado por un sistema electrónico                                                                           |                    |
| Transmisión                         | | |                    |
| Manejo primario                     | Caja de velocidades                                                                                                 | Caja de velocidades                                                                                                 |                    |
| Final Drive                         | Cadena X-ring | Cadena O-ring |                    |
| Clutch                              | Húmedo, multidisco                                                                                                  | Húmedo, multidisco                                                                                                  |                    |
| Caja de velocidades                 | 6 velocidades | 6 velocidades |                    |
| Partes de motocicleta               | | |                    |
| Bastidor                            | Perímetro vaciado en aleación de aluminio                                                                           | Perímetro vaciado en aleación de aluminio                                                                           |                    |
| Brazo                               | De un solo lado, aleación de aluminio con ajuste excéntrico de cadena                                               | |                    |
| Rueda delantera                     | | Aleación 3-rayos, 17x3.5 pulgadas                                                                                   |                    |
| Rueda trasera                       | | Aleación 3-rayos, 17x6.0 pulgadas                                                                                   |                    |
| Llanta frontal                      | 120/70-ZR17 | 120/70-ZR17 |                    |
| Llanta trasera                      | 190/50-ZR17 | 190/50-ZR17 |                    |
| Suspensión frontal                  | 45 mm horquillas convencionales con resorte de 2 tensiones y precarga ajustable amortiguación a compresión y rebote | 45 mm horquillas convencionales con resorte de 2 tensiones y precarga ajustable amortiguación a compresión y rebote |                    |
| Suspensión trasera                  | Monoshock con precarga ajustable, amortiguación a compresión y rebote                                               | Monoshock con precarga ajustable, amortiguación a compresión y rebote                                               |                    |
| Frenos delanteros                   | Doble disco. pinza de 4 pistones . 320 mm (12.6 in)                                                                 | Doble disco. pinza de 4 pistones . 320 mm (12.6 in)                                                                 |                    |
| Frenos traseros                     | 1 disco. pinza de 2-pistones. 220 mm (8.7 in) diameter.                                                             | 1 disco. pinza de 2-pistones. 220 mm (8.7 in) diameter.                                                             |                    |
| Dimensiones                         | | |                    |
| Largo                               | 2,115 mm (83.3 in)                                                                                                  | 2,112 mm (83.1 in)                                                                                                  |                    |
| Ancho                               | 720 mm (28.3 in) | 725 mm (28.5 in) |                    |
| Alto                                | 1,170 mm (46.1 in)                                                                                                  | 1,165 mm (45.9 in)                                                                                                  | 1,165 mm (45.9 in) |
| Altura asiento                      | 800 mm (31.5 in) | 815 mm (32.1 in) |                    |
| Batalla                             | 1,431 mm (56.3 in)                                                                                                  | 1,426 mm (56.1 in)                                                                                                  | 1,426 mm (56.1 in) |
| Lanzamiento/Avance                  | 24 / 86 mm | |                    |
| Capacidad del tanque de combustible | 18 L (4,8 galones americanos)                                                                                       | 21 L (5,5 galones americanos)                                                                                       |                    |